# Щербина Віктор Михайлович
Віктор Михайлович Щербина (1939, смт. Павлиш, тепер Олександрійського району Кіровоградської області) — український радянський діяч, секретар Кіровоградського обласного комітету КПУ, 1-й секретар Кіровоградського районного комітету КПУ Кіровоградської області.

## Життєпис
У 1956 році закінчив Павлиську середню школу, був учнем Василя Сухомлинського.
З 1956 року — механізатор колгоспу «Комінтерн» смт. Павлиш Кіровоградської області.
У 1958—1963 роках — студент Української сільськогосподарської академії, вчений агроном. Член КПРС.
З 1963 року — агроном колгоспу «Комінтерн» смт. Павлиш Кіровоградської області; інструктор Кіровоградського обласного комітету ЛКСМУ; головний агроном колгоспу «Комінтерн» смт. Павлиш Кіровоградської області.
До 1967 року — 1-й секретар Кремгесівського (Світловодського) міського комітету ЛКСМУ Кіровоградської області.
У 1967—1973 роках — інструктор відділу ЦК ЛКСМУ в Києві.
З 1973 року — голова виконавчого комітету Світловодської районної ради депутатів трудящих Кіровоградської області; 1-й секретар Новгородківського районного комітету КПУ Кіровоградської області. До листопада 1980 року — 1-й секретар Кіровоградського районного комітету КПУ Кіровоградської області.
10 листопада 1980 — 1991 року — секретар Кіровоградського обласного комітету КПУ з питань сільського господарства.
З 1991 року — начальник Кіровоградського обласного управління сільського господарства.
У 1990-х роках очолював кіровоградську обласну організацію Комуністичної партії України, обирався депутатом Кіровоградської обласної ради.
Потім — на пенсії.

## Нагороди
- орден Жовтневої Революції
- орден Трудового Червоного Прапора
- медалі
- Почесна грамота Президії Верховної Ради Української РСР